# Procambarus gibbus
Procambarus gibbus är en sötvattenlevande kräfta som lever endemiskt i USA.